# Agnieszka Kluk-Kochańska
Agnieszka Kluk-Kochańska (ur. 29 czerwca 1965 w Stalowej Woli, zm. 19 grudnia 2017 w Denville w stanie New Jersey w USA) – polska aktorka, dziennikarka i prezenterka telewizyjna.

## Życiorys
W 1989 ukończyła studia na Wydziale Aktorskim Państwowej Wyższej Szkoły Filmowej, Telewizyjnej i Teatralnej im. Leona Schillera w Łodzi, mając za sobą już wcześniej występy w kilku etiudach studenckich oraz filmie Alchemik w reżyserii Jacka Koprowicza. Niedługo potem emigrowała do USA, gdzie jako aktorka związana była między innymi z Polskim Instytutem Teatralnym (PIT) oraz Polską Grupą Teatralną w Nowym Jorku. Wystąpiła między innymi w Jasełkach w reżyserii Kazimierza Brauna, wystawionych przez PIT. Była także korespondentką TVP Polonia, producentką kilku telewizyjnych filmów dokumentalnych oraz związana z Kalejdoskopem Polonijnym w Filadelfii oraz polonijnymi kanałami telewizyjnymi KPA TV i US Polonia.
Zmarła nagle 19 grudnia 2017, została pochowana w Doylestown w stanie Pensylwania na cmentarzu Amerykańskiej Częstochowy.